# 五祖寺
30°11′14″N 115°56′12″E / 30.18722°N 115.93667°E
五祖寺，又名东山寺、东山禅寺、东禅寺，位于湖北省黄冈市黄梅县五祖镇，为禅宗五祖弘忍弘法道场，现任住持为见忍法师。汉族地区佛教全国重点寺院之一。

## 历史沿革
五祖寺建于唐永徽五年（654年），初名东山寺、东山禅寺、东禅寺。弘忍在东山开辟道场后，轰动全国，常住门徒多达千余人。武则天立周即位后，提倡佛教。久视元年（700年），请弘忍授法弟子神秀、玄约、慧安等赴内道场供养，并赐为国师，五祖寺的声望也随之提升。大中二年（848年），唐宣宗建五祖祖师寺院，并改寺额为大中东山寺，亦曰五祖寺。
北宋景德年间，宋真宗改赐为真慧禅寺。宋英宗赐“天下祖庭”匾额。宋徽宗于崇宁元年（1102年）御题“天下禅林”。期间，师戒、法演、表自、宗拔等法师任五祖寺方丈，特别是法演住持时期，大振宗风。此后，圆悟克勤、佛鉴慧勤、佛眼清远三人，时称“三杰”，广扬佛法，禅风大盛。宋末后东山毁于战火，一时冷落萧条。
元朝至元十九年（1282年）了行禅师入东山五祖寺，重建祖庭。至治二年（1322年），法式禅师恢复佛事，使一时趋于衰微的五祖寺中兴。至顺二年（1331年）元文宗改东山五祖寺，一直沿用至今。

## 著名典故
五祖寺中曾经发生过著名的禅宗作偈之事。因五祖弘忍年事已高，急於傳付衣法，遂命弟子作偈以呈，以檢驗他們的修煉水平。

身是菩提樹，心如明鏡臺。時時勤拂拭，勿使惹塵埃。——神秀

菩提本無樹，明鏡亦非臺。本來無一物，何處惹塵埃。——惠能

此后，弘忍招惠能登堂入室為其宣講《金剛經》，並傳衣缽，定為傳人。此時六祖，受命南歸。此后禅宗分为南顿北渐。

到访五祖寺的古代诗人及名人较多，他们很多都为五祖寺留下了大量的美诗，唐朝时期有裴度的《咏东山白莲》、白居易的《东山寺》；宋代有欧阳修的《游五祖山》、苏轼的《登白莲峰》和黄庭坚的《五祖法演禅师赞》等。

其中《五祖法演禅师赞》诗句为
“问道白云端，蹋著自家底。
无心万事禅，一月千江水。
路逢摩登伽，石上漫浇水。
赤土画簸箕，也有第一义。
谁言川藞磋，具相三十二。”

## 建筑风格
五祖寺为典型汉传佛教建筑风格。其主要建筑坐落于中轴线上，分别是山门、天王殿、大雄宝殿、麻城殿和五祖真身殿。
- 山门：刻有神秀和惠能的偈子。
- 天王殿：始建于唐大中年间，结构严谨，雕梁精巧，门前为一对唐代石狮，殿门上方刻有宋真宗赐“真慧禅寺”匾额。
- 大雄宝殿：始建于唐大中年间，为中南地区最大的一座大雄宝殿，赵朴初亲笔提名“大雄宝殿”。
- 麻城殿：即毗卢殿，相传此殿是麻城信徒拜五祖显灵后，从麻城背负砖瓦等建筑材料，修建起来此殿[14]。
- 真身殿：为供奉五祖弘忍真身肉像的殿堂，其建筑匠心独特，造型宏丽。前部两侧分为钟亭与鼓亭。中部为正殿，上方挂有“真身殿”匾额。两旁大柱上塑金色巨龙，门头上横为空心二龙戏珠，殿顶为九龙盖顶，两侧刻雕花砖砌。后部正中为“法雨塔”，即藏五祖真身。塔壁四周有数以百计的石刻小佛像和镌刻匾额[14][2]。
- 圣母殿：供奉五祖弘忍大师母亲周氏的殿堂。此外还有观音殿、祖堂、地藏殿、禅堂、客堂、方丈室、斋堂等建筑[14]。

此外，五祖寺还有其他建筑群落，其一并组成了五祖寺秀丽独特的风格。
- 六祖殿：为六祖惠能禅师在东山求法时，曾系坠腰石在此磨房舂米、劳作、学禅[14]。
- 通天门：因民间传说从此出发向东山白莲峰攀登，可直抵天庭，故为通天门。此门后古道中，还保留了众多古迹，包括大满禅师石塔、弘忍讲经台、传法洞和棋盘石，以及还有苏东坡石刻“流响”[15]。
- 白莲峰：五祖寺后的崖悬壁峭，其路狭峰高、孤峰突兀。因弘忍亲手在峰顶水池中种植白莲，故称白莲峰[16]。

## 佛事活动
2006年，五祖寺及慈缘志业承办了首届中国禅宗文化论坛暨大型佛教音乐会。

2008年，在雪灾事件和 “5.12”汶川地震灾害中，五祖寺僧众先后筹集近100万元人民币救灾物资运抵地震灾区。

2016年，第十一届世界禅茶文化交流大会在黄梅五祖寺开幕，来自日本、韩国、美国、德国、马来西亚、新西兰、以及台湾、香港、澳门地区佛教界、茶学界、文化界、企业界、传媒界等各界人士近千人参加了此次盛会。

## 文物保护情况
1956年11月15日，以“五祖寺”的名义被湖北省人民委员会列为第一批湖北省文物保护单位；2006年5月25日，以“五祖寺”的名义被中华人民共和国国务院列为第六批全国重点文物保护单位。
其作为文物的保护范围为：
释迦多宝如来石塔：
保护范围：释迦多宝如来石塔及周围一定范围。四至：以塔为中心，四周向外延伸5米。
十方塔：
保护范围：十方塔及周围一定范围。四至：以塔为中心，四周向外延伸5米。
三千佛塔：
保护范围：三千佛塔及周围一定范围。四至：以塔为中心，四周向外延伸5米。
演禅师塔：
保护范围：演禅师塔及周围一定范围。四至：以塔为中心，四周向外延伸5米。
千仞冈禅师塔：
保护范围：千仞冈禅师塔及周围一定范围。四至：以塔为中心，四周向外延伸5米。
孤怀禅师塔：
保护范围：孤怀禅师塔以及周围一定范围。四至：以塔为中心，四周向外延伸5米。
天泽林禅师塔：
保护范围：天泽林禅师塔及周围一定范围。四至：以塔为中心，四周向外延伸5米。
绿雨蕉禅师塔：
保护范围：绿雨蕉禅师塔及周围一定范围。四至：以塔为中心，四周向外延伸5米。
瑞吉昌禅师塔：
保护范围：瑞吉昌禅师塔及周围一定范围。四至：以塔为中心，四周向外延伸5米。
喇嘛塔：
保护范围：喇嘛塔及周围一定范围。四至：以塔为中心，四周向外延伸3米。
五祖大满宝塔：
保护范围：五祖大满宝塔及周围一定范围。四至：以塔为中心，四周向外延伸3米。
法雨塔：
保护范围：法雨塔及周围一定范围。四至：以塔为中心，四周向外延伸5米。
古山门：
保护范围：古山门及周围一定范围。四至：以山门为中心四周向外延伸5米。
道源桥：
保护范围：道源桥及周围一定范围。四至：以桥为中心，四周向外延伸5米。
毗卢殿：
保护范围：毗卢殿及周围一定范围。四至：以殿为中心，四周向外延伸2米。
观音堂：
保护范围：观音堂及周围一定范围。四至：以殿为中心，四周向外延伸2米。
圣母殿：
保护范围：圣母殿及周围一定范围。四至：以殿为中心，四周向外延伸2米。
二天门：
保护范围：二天门及周围一定范围。四至：以二天门为中心，四周向外延伸5米。
讲经台：
保护范围：讲经台及周围一定范围。四至：以台为中心，四周向外延伸5米。
白莲池：
保护范围：白莲池及周围一定范围。四至：以池为中心，四周向外延伸5米。
东山古道：
保护范围：东山古道及周围一定范围。四至：古道两侧各向外延伸3米。
寺院山墙：
保护范围：寺院山墙及周围一定范围。四至：山墙内外两侧各向外延伸5米。
通天路：
保护范围：通天路及周围一定范围。四至：路两侧各向外延伸3米。
唐“钵盂石”摩崖石刻：
保护范围：唐“钵盂石”摩崖石刻及周围一定范围。四至：以石刻为中心，四周向外延伸2米。
唐“会昌五年”摩崖石刻：
保护范围：唐“会昌五年”摩崖石刻及周围一定范围。四至：以石刻为中心，四周向外延伸2米。
宋“绍圣丙子”摩崖石刻：
保护范围：宋“绍圣丙子”摩崖石刻及周围一定范围。四至：以石刻为中心，四周向外延伸2米。
宋苏东坡题“流响”摩崖石刻：
保护范围：宋苏东坡题“流响”摩崖石刻及周围一定范围。四至：以石刻为中心，四周向外延伸2米。
宋释悟英题记摩崖石刻：
保护范围：宋释悟英题记摩崖石刻及周围一定范围。四至：以石刻为中心，四周向外延伸2米。
“狂象”摩崖石刻：
保护范围：“狂象”摩崖石刻及周围一定范围。四至：以石刻为中心，四周向外延伸2米。
“天远人囗”摩崖石刻：
保护范围：“天远人囗”摩崖石刻及周围一定范围。四至：以石刻为中心，四周向外延伸2米。
明“阿弥陀佛”摩崖石刻：
保护范围：明“阿弥陀佛”摩崖石刻及周围一定范围。四至：以石刻为中心，四周向外延伸2米。
“授法洞”摩崖石刻：
保护范围：“授法洞”摩崖石刻及周围一定范围。四至：以石刻为中心，四周向外延伸2米。
清“法泉”摩崖石刻：
保护范围：清“法泉”摩崖石刻及周围一定范围。四至：以石刻为中心，四周向外延伸5米。
“桃源洞”摩崖石刻：
保护范围：“桃源洞”摩崖石刻及周围一定范围。四至：以石刻为中心，四周向外延伸2米。
清棋盘石摩崖石刻：
保护范围：清棋盘石摩崖石刻及周围一定范围。四至：以石刻为中心，四周向外延伸2米。
“放光石”摩崖石刻：
保护范围：“放光石”摩崖石刻及周围一定范围。四至：以石刻为中心，四周向外延伸2米。
“洗手池”摩崖石刻：
保护范围：“洗手池”摩崖石刻及周围一定范围。四至：以石刻为中心，四周向外延伸2米。
清“德福”摩崖石刻：
保护范围：清“德福”摩崖石刻及周围一定范围。四至：以石刻为中心，四周向外延伸5米。
其作为文物的建设控制地带为：38处文物点，以各自的保护范围四至为界，四周向外延伸5米。